# Hemiceratoides hieroglyphica
Hemiceratoides hieroglyphica ist ein Schmetterling (Nachtfalter) aus der Familie der Eulenfalter (Noctuidae). Es ist die erste Art, bei der man beobachten konnte, dass sie mit ihrem speziell modifiziertem Saugrüssel Tränenflüssigkeit von Vögeln saugt.

## Merkmale
Die Falter erreichen eine Flügelspannweite von ungefähr 52 Millimetern. Die Männchen haben einen großen Kopf mit weit auseinandergerückten, dunkel olivbraun gefärbten Facettenaugen. Die nach vorne gestreckten Palpen sind graubraun und überragen den Kopf nur wenig. Die Fühler sind halb so lang wie die Vorderflügel und an ihrer ersten Hälfte deutlich kräftiger gebaut. Sie sind oben graubraun und unten rotbraun. Die ersten 60 % der Länge sind mit zwei abstehenden Reihen, nach beiden Seiten sich verjüngenden, stark bewimperten Kammzähnen besetzt. An ihren Enden sind sie doppelt so lang wie die Schaftstärke vorwärts gebogen aneinander geschlossen. Die Stirn ist gräulich-weiß, irisierend beschuppt, der Scheitel und der oben flache Thorax sind rau violett-graubraun beschuppt. Die Schulterdecken sind stark mit Grau durchmischt. Der Hinterleib spitzt sich nach hinten kegelförmig zu und endet in einem kurzen, zugespitztem Afterbusch. Der Hinterleib ist oben ockergelb, das zweite Segment ist mittig am Rücken grau. Die Unterseite ist wie auch der Thorax und die Beine hell graubraun. Die Schienen (Tibien) der Vorderbeine sind mit Höhlung und goldglänzendem Verschlussblättchen versehen, die der hinteren Beinpaare tragen zwei Paar sehr lange, dünne, nahe beieinanderstehende Sporen. Die Tarsen aller Beine sind stark bedornt.
Die Vorderflügel sind langgestreckt und schmal. Ihr Vorderrand verläuft fast gerade, nur im ersten Drittel ist er wenig nach außen gebogen. Die Flügelspitze ist kurz abgerundet. Der Saum ist schräg und mittig stark gekrümmt und gegen den kaum zu erkennenden Hinterwinkel zu mehr gerade. Der Innenrand trägt einen lappenartig hervortretenden Zahn, der sich mit dem Hinterwinkel geradlinig verbindet, rechtwinkelig absetzt und dann ebenfalls geradlinig bis zur Basis verläuft. Die Vorderflügel sind graubraun, bläulich-weiß gezeichnet und dazwischen am Vorderrand und zur Spitze hin am dunkelsten bronzeartig gelblich glänzend. Die blau-weiße Zeichnung besteht aus feinen, matten Linien, die beidseits schmal, dunkler als die Grundfarbe begrenzt sind; nach innen schärfer. Zwischen dem Flügelvorderrand und der Subcostalader ist die Zeichnung nur schwach angedeutet. Nahe der Basis geht ein schräger Bogen vom Vorderrand bis zur ersten Flügelader, dann folgen drei Streifen hintereinander, die unter sich ziemlich parallel vom Vorderrand bis zur Subcostalader einen nach außen gehenden Bogen und zwischen der ersten Flügelader und dem Innenrand zwei geschwungene Bögen bilden. Der äußerste begrenzt das erste Flügeldrittel und läuft in den Zahn des Innenrandes aus. Auf dem Abschluss der Zelle steht ein weißlich bestäubter dunkler Fleck. Im gleichen Abstand vor und hinter dem Fleck liegt jeweils ein zum Fleck gebogener, schmaler Streifen, von denen der erste sich genau auf der Flügelmitte liegend bis zur Mitte des Flügelinnenrandes als bräunliche dunkler eingefasste Binde fortsetzt. Diese Binde besteht aus zwei geschwungenen Bögen und bildet auf der ersten Flügelader eine Spitze nach außen. Die hintere erreicht unregelmäßig nach außen gebogen als matte braune Linie den Innenrand. Zwischen beiden Streifen liegt in Zelle 2 ein kleiner dreieckiger, brauner, in Zelle 1b ein weiterer, größerer, gerundeter, bräunlich-gelber Fleck, der in seiner Mitte dunkel gestreift ist. Vom zweiten Drittel des Flügelvorderrandes zieht eine unregelmäßige Zackenbinde über den Flügel, die auf der vierten Flügelader am deutlichsten ist. Dicht dahinter zieht eine Linie vom Flügelvorderrand bis zur fünften Flügelader gleichlaufend mit dem Saum in gerader Richtung, dann mehrfach bogig zum Innenrand. Von der Flügelspitze zum Hinterwinkel verläuft eine Reihe von Mondbögen, die nach dem Hinterwinkel verblassen. Sie liegen zwischen den Flügeladern und auf den Saum aufgesetzt. Der von der Flügelspitze aus vierte Mondbogen ist durch einen Schrägstrich mit dem Anfang des letzten Fünftels des Flügelvorderrandes verbunden. Die Diskoidalzelle und der Raum hinter ihr zwischen der dritten und siebten Flügelader ist bläulich-weiß bestäubt. Die Hinterflügel sind ockergelb. Sie sind am Vorderrand wenig gebogen und der Vorderwinkel ist stark abgerundet. Die Rundung erstreckt sich in den gerade verlaufenden, sehr schwach gewellten Saum bis zur fünften Flügelader. Der Analwinkel ist rechtwinkelig. Der Flügelsaum ist auf beiden Flügelseiten gleich gefärbt, wie die Grundfarbe der Flügel, auf der Oberseite ist er fein braun durch eine Saumlinie gerandet.
Die Unterseite der Hinterflügel und die innere Hälfte der Unterseite der Vorderflügel ist matt ockergelb gefärbt. Die Unterseite der Vorderflügel ist ansonsten zwischen dem Vorderrand und der Subcostalader, hinter der Diskoidalzelle bis zur zweiten Flügelader und bis zum Saum hell-graubraun. Über die zweite bis sechste Flügelzelle hinweg liegt ein dunkel graubrauner Fleck auf der Querader und ein weiterer, größerer, von den Adern heller durchzogen, dahinter.

### Merkmale des Saugrüssels
Der Saugrüssel der Falter ist für das Tränensaugen an Augen von Vögeln angepasst. Er ist ungefähr 10 Millimeter lang und besitzt an seinem letzten (distalen) Drittel verschiedene cuticuläre Dornen und Borsten. Seine Spitze ist scharf zugespitzt und trägt dunkel sklerotisierte, basal breite Haken, sodass Ähnlichkeit mit einer Harpune besteht. Diese Strukturen sind nicht nur bei zwei Typen von Sensilla des Saugrüssel ausgebildet, man findet sie auch bei den Strukturen, die die beiden Saugrüsselhälften verbinden (z. B. Galea). Die Spitze des Saugrüssels ist ähnlich einer Schlangenzunge gespalten. Die modifizierten Sensilla styloconica sind in einer Reihe entlang der dorsalen Seite jeder Galea angeordnet. Sie sind 100 bis 300 µm lang und bestehen aus einem flachen Stylus und einem klingenförmigen Fortsatz, seitlich des kurzen Sinnesbereichs. Die Sensilla trichodea sind als dicke Borsten ausgebildet, die leicht gekrümmt und etwa 300 µm lang sind. Sie zeigen jeweils zur Seite des Saugrüssels und befinden sich lediglich am Bereich nahe der harpunenartigen Spitze des Saugrüssels. Die Strukturen zur Verbindung der beiden Saugrüsselhälften bestehen aus vielspitzigen Dornen, die zum Körper hin (proximal) gerichtet sind. Sie sind nahe der Saugrüsselspitze verhältnismäßig kurz und verändern sich nach hinten zunehmend zu einer Reihe aus etwa 200 µm langen Dornen am distalen Drittel des Saugrüssels. Diese Form des Saugrüssels dient vermutlich dazu, ihn während des Tränensaugens unterhalb des Augenlides der Wirtstiere zu verankern.
Der Saugrüssel ist damit ähnlich geformt, wie der der blutsaugenden und ebenfalls in Madagaskar heimischen Eulenfalterart Calyptra triobliqua. Dort dienen die Haken und Dornen dem Durchstechen der Haut der Wirtstiere. Diese Strukturen können mit den Homologien des Grundbauplans des Saugrüssels höherer Schmetterlinge in Einklang gebracht werden und stellen bei den beiden Arten abgeleitete Merkmale dar, die vermutlich synapomorph entstanden. Die Merkmale unterscheiden sich außerdem vom Bauplan der bisher bekannten tränenflussigkeit-saugenden Falter, die eine weiche und flexible Saugrüsselspitze mit wenigen Sensilla und langgestreckte, gezähnte, vom Körper weg gekrümmt Platten für die dorsale Verbindung der beiden Saugrüsselhälften aufweisen.

## Vorkommen
Die Art ist in Madagaskar verbreitet.

## Lebensweise
Trotz fast 50-jähriger Suche nach Faltern, die neben den mehreren bisher bekannten Schmetterlingsarten, die an Augen von Säugetieren und Krokodilen saugen, dies auch an Vögeln tun, wurde erst im Februar 2004 ein solches Verhalten von Hemiceratoides hieroglyphica an Newtonia brunneicauda, einem Vogel aus der Familie der Vangawürger (Vangidae) in Madagaskar nachgewiesen. Der Falter wurde nachts auf dem schlafenden Vogel sitzend entdeckt und hatte die Hälfte seines Saugrüssels unter das Lied in das geschlossene Auge des Vogels gesteckt. Der Vogel wurde durch den Blitz des Fotoapparates gestört, sodass er noch immer schlafend seinen Kopf bewegte, wodurch der Saugrüssel den Kontakt mit dem Auge verlor. Der Falter blieb aber auf dem Rücken des Vogels sitzen und steckte den Saugrüssel nach kurzer Zeit wieder unter das Augenlid. Der Falter verweilte in dieser Position insgesamt zumindest für 35 Minuten und saugte dabei offensichtlich die Tränenflüssigkeit des Vogels. Dieses Verhalten wurde bereits sechs Tage später an Copsychus albospecularis, einem Fliegenschnäpper (Muscicapidae) und außerdem im Dezember 2005 wiederum an Newtonia brunneicauda erneut beobachtet. Bemerkenswert bei diesem Vorgang ist außerdem, dass sich die Wirtstiere offenbar durch das Saugen nicht gestört fühlen, was im Vergleich zu den übrigen bisher bekannten tränentrinkenden Arten nur von Lobocraspis griseifusa aus Südostasien bekannt ist. Dies wird damit begründet, dass die Falter vermutlich wegen der Nickhaut der Vögel beim Einführen des Saugrüssels besonders genau sein müssen.
Für die meisten Falterarten, die an Tränenflüssigkeit saugen, die neben Mineralsalzen auch Proteine wie Albumin und Globuline enthält, stellt diese vermutlich den Hauptteil ihrer Nahrung dar. Dieser Umstand ist aber noch nicht hinreichend genau erforscht. So ist etwa auch denkbar, dass die Falter eine ungewöhnliche Art der Mineralienaufnahme dadurch bevorzugen, da an Pfützen am Boden die Gefahr durch Fressfeinde (z. B. Frösche) vielfach höher ist. Tränentrinkende Falter sind nicht auf einzelne Wirtsarten spezialisiert. Hemiceratoides hieroglyphica ist bisher an zwei Vogelarten aus unterschiedlichen Familien nachgewiesen, weswegen auch bei dieser Art davon ausgegangen werden kann, dass sie in ihrer Wirtswahl nicht auf eine oder wenige Arten eingeschränkt ist. Es ist jedoch davon auszugehen, dass die Größe der Vögel Einfluss auf die Auswahl hat. Entsprechend der Länge des Saugrüssels suchen die Falter vermutlich solche Vögel, bei denen sie am Rücken sitzend das Auge erreichen, was bei größeren Vögeln nicht möglich wäre. Vermutet wird außerdem, dass die Falter sich deswegen auf Vögel spezialisiert haben, da die in den übrigen Teilen der Erde auftretenden größeren Säugetiere, die gegenüber Insekten toleranterer sind, in Madagaskar fehlen, und außerdem die in Madagaskar heimischen Arten wie etwa die Lemuren einen hohen Anteil an nachtaktiven Arten aufweisen, die die Falter rascher wahrnehmen und besser abwehren können.

## Belege